# محطة كونكورديا

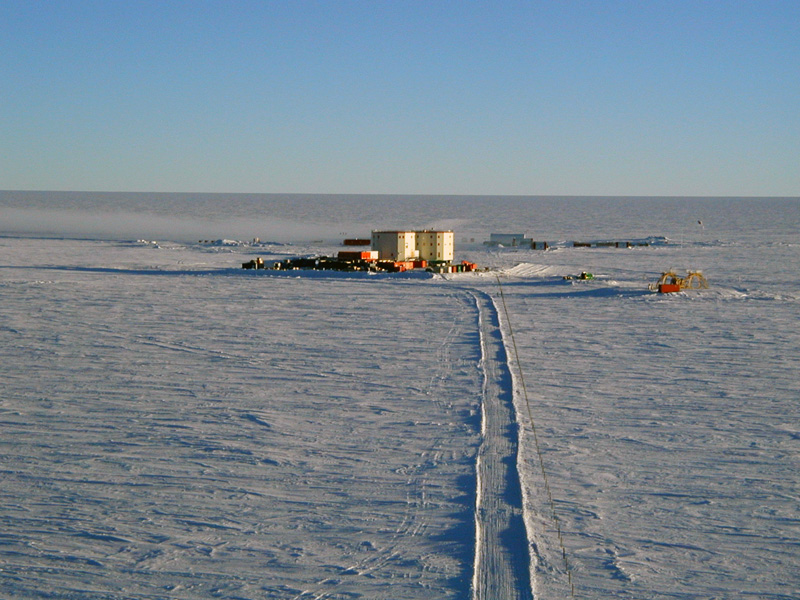
صورة لمحطة كونكورديا من برج ارتفاعه 32 متراً على بعد كيلو متر من المحطة

محطة كونكورديا البحثية (بالإنجليزية Concordia Research Station) هي منشأة بحثية مشتركة (فرنسية إيطالية) توجد في أنتاركتيكا. افتتحت سنة 2005.

## الموقع
تقع محطة كونكورديا على ارتفاع 3233 متراً فوق مستوى سطح البحر في منطقة تسمى «القبة ج» (بالإنجليزية Dome C)على هضبة أنتاركتيكا في القارة القطبية الجنوبية (أنتاركتيكا)، وهي على بعد 1100 كيلومتر (إلى داخل القارة) من محطة دومون دورفيل البحثية الفرنسية (بالفرنسية Base antarctique Dumont d'Urville)، وعلى بعد 1100 كيلومتر أخرى (إلى الداخل أيضاً) من محطة كاسي الأسترالية (بالإنجليزية Casey Station)، و1200 كيلومتراً إلى الداخل من محطة ماريو زوشيلي الإيطالية في خليج تيرا نوفا. كما تبعد عن محطة فوستوك الروسية مسافة 560 كيلو متراً، وعن القطب الجنوبي الجغرافي 1670 كيلو متراً. وتقع المنشأة في الجزء الأسترالي من قارة أنتاركتيكا.

## العمل البحثي
ومحطة كونكورديا هي ثالث محطة بحثية مستديمة (تعمل طوال العام) في هضبة أنتاركتيكا بعد محطة فوستوك (روسيا) ومحطة أمندسن ـ سكوت (الولايات المتحدة الأمريكية) التي توجد عند القطب الجنوبي الجغرافي. ويعمل في هذه المحطة علماء من كل من فرنسا وإيطاليا يتبعون مشروع إبيكا، والهدف الرئيسي هو الحصول على معلومات كاملة عن المناخ وحالة الطبقة الجوية (الأتموسفير) التي كانت سائدة في العصر الجليدي والمختزنة في عينات من الجليد، ثم مقارنتها مع عينات جليدية مأخوذة من جزيرة غرينلاند في شمال أمريكا، مما يمكن من معرفة حالة المناخ التي كانت منذ عصور ومراقبة التطور والتغيرات الحاصلة.

## وصلات خارجية
- الموقع الرسمي لقاعدة كونكورديا نسخة محفوظة 6 مارس 2009 على موقع واي باك مشين.
- Automated Astrophysical Site-Testing International Observatory (AASTINO)
- OpenStreetMap